# Media in Croazia

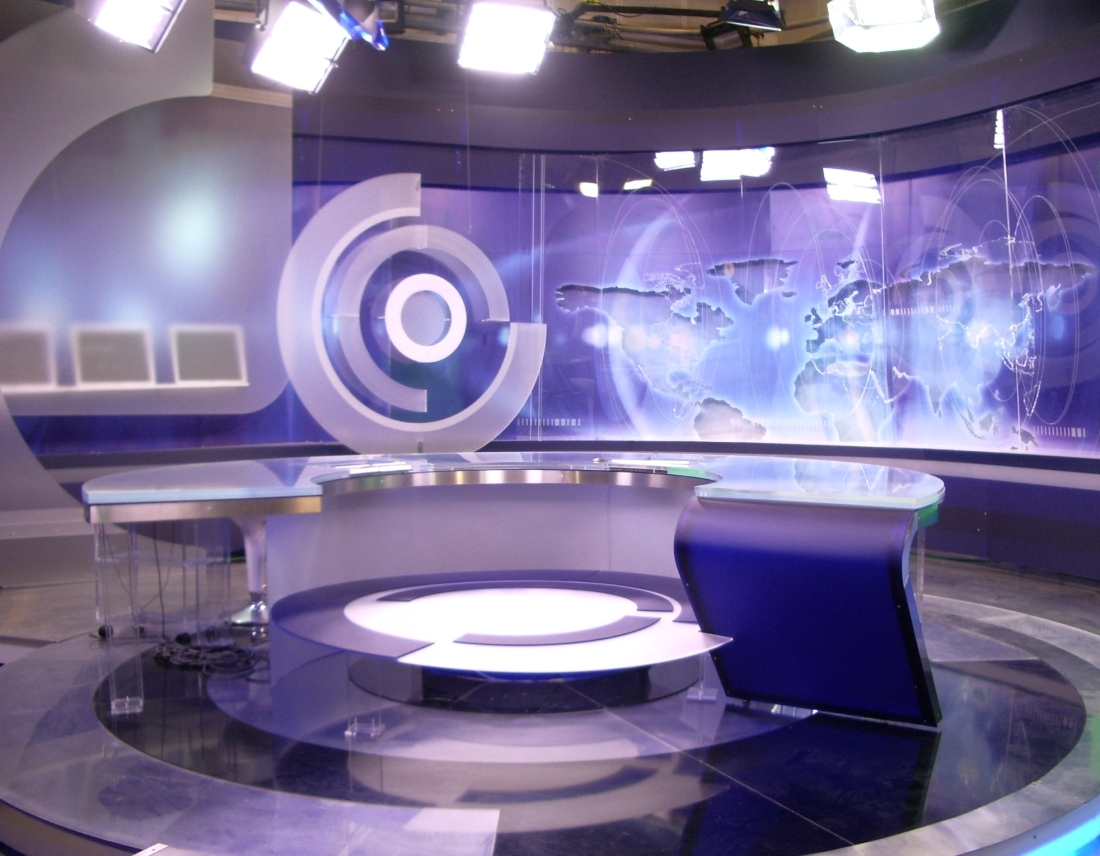
Dnevnik è uno dei programmi di notizie più popolari di HRT.

I media in Croazia si riferiscono ai mezzi di comunicazione di massa con sede in Croazia. La televisione, le riviste e i giornali sono gestiti sia da società statali, sia da aziende private che dipendono dalla pubblicità, dall'abbonamento e da altri ricavi relativi alle vendite. La Costituzione della Croazia garantisce la libertà di parola. La Croazia si è classificata al 63º posto nel Rapporto sulla libertà della stampa 2016 stilato da Reporter senza frontiere, con un calo di 5 posizioni rispetto all'indice del 2015.
Nelle trasmissioni radiotelevisive, la società croata Radiotelevision (HRT), finanziata dal governo, aveva il monopolio delle trasmissioni trasmesse a livello nazionale fino alla fine degli anni '90, sebbene un certo numero di emittenti radiofoniche e televisive locali iniziarono a nascere dagli anni '80. Negli anni successivi alla caduta del comunismo e alla successiva liberalizzazione del mercato dei media, la HRT è stata riorganizzata con il suo ramo infrastrutturale costituito come società separata Transmitters and Communications Ltd (OiV) ed è stato adottato un sistema in cui le società private possono acquisire licenze di trasmissione rinnovabili a livello nazionale e di regione. Il primo canale nazionale privato, Nova TV è stato quindi lanciato nel 2000, ad esso si è aggiunto RTL quattro anni dopo, nel 2004. Sia Nova TV che RTL sono di proprietà straniera.
Nel settore della stampa, il mercato è dominato dalle società croate Europapress Holding e Austrian Styria Media Group che pubblicano i loro quotidiani di punta Jutarnji list, Večernji list e 24sata. Altri quotidiani nazionali ampiamente letti sono Novi list e Vjesnik di proprietà del governo. Il settimanale più popolare di attualità è Globus, insieme a una serie di riviste specializzate, alcune delle quali sono pubblicate da istituzioni culturali sponsorizzate dal governo. Nel settore dell'editoria, il mercato è dominato da diverse case editrici importanti come Školska knjiga, Profil, VBZ, Algoritam e Mozaik e l'evento principale del settore è la fiera Interliber che si tiene annualmente a Zagabria ed è aperta al pubblico.
L'industria cinematografica croata è di piccole dimensioni e fortemente assistita dal governo, principalmente attraverso sovvenzioni approvate dal Ministero della Cultura per film spesso co-prodotti da HRT. Il ministero sponsorizza anche il Pula Film Festival, l'annuale premio cinematografico nazionale, nonché una varietà di festival cinematografici internazionali specializzati come Animafest e ZagrebDox, che spesso presentano programmi che contengono opere di registi locali.
Internet è ampiamente utilizzato nel paese, con circa il 63% della popolazione che ha accesso da casa nel 2012.

## Storia
Nei primi anni '90, il processo di democratizzazione è stato accompagnato dal forte ruolo dell'Associazione dei giornalisti croati (HND / CJA) e di Europapress Holding, il principale gruppo editoriale. Quest'ultimo ha di recente affrontato una grave crisi economica. Allo stesso modo, la stazione di culto Radio 101 è diventata di recente un'emittente commerciale standard dopo un processo di privatizzazione

## Quadro legislativo
La Costituzione della Croazia protegge la libertà di espressione e la libertà di stampa, vieta la censura e garantisce i diritti dei giornalisti di divulgare e accedere alle informazioni. Garantisce anche il diritto alla correzione, se i diritti legali vengono violati dalle notizie pubblicate.
I media in Croazia sono regolati dalla legge sui media, dalla legge sui media elettronici, dalla legge sulla radio-televisione croata e dalla legge sul diritto di accesso alle informazioni. La legislazione croata, compresa la legge sui media, è stata armonizzata con la legislazione dell'UE nel processo di adesione all'Unione europea. La direttiva UE sulla televisione senza frontiere è stata recepita in Croazia nell'ambito della legge sui media elettronici e della legge sui media; le disposizioni della direttiva sui servizi di media audiovisivi dell'UE del 2007 sono state incluse nelle modifiche alla legge sui media elettronici del 2009, comprese le licenze per i canali di media specializzati e le televisioni e le stazioni radio municipali senza scopo di lucro.
Il codice penale croato e il codice civile contengono le disposizioni in materia di diffamazione e calunnia. L'onere della prova sulla diffamazione è stato spostato dal pubblico ministero dal 2005 e le pene detentive per diffamazione sono state poi abolite nel 2006.
I discorsi di odio in Croazia portano a un massimo di 5 anni di reclusione. Insultare "la Repubblica di Croazia, il suo stemma, l'inno nazionale o la bandiera" viene punito con prigione fino a 3 anni.
Nel 2013 il parlamento croato ha approvato un emendamento che criminalizzava la "denigrazione", intesa come diffamazione sistematica e deliberata di una persona, istituzione o entità legale. Questo è stato visto come preoccupante dai professionisti dei media, impressione successivamente confermata quando un reporter investigativo è stato multato nel 2014. Come osserva l'International Research and Exchanges Board (IREX), "un giornalista può essere perseguito anche se riferisce fatti verificati solo se il giudice ritiene che i fatti pubblicati non siano di interesse pubblico'".
Il rappresentante per la libertà dei media dell'OSCE, Dunja Mijatović ha qualificato le definizioni legali croate di "insulto" e "vergogna" come "vaga, aperta all'interpretazione individuale e, quindi, soggetta ad applicazione arbitraria", chiedendo la depenalizzazione e affermando che "La libertà di parola non dovrebbe essere soggetto a accuse penali di qualsiasi tipo ".
L'accesso alle informazioni in Croazia è ben definito, benché limitato da un test di proporzionalità e di interesse pubblico. Un commissario indipendente per le informazioni monitora il rispetto della legge. Ci sono state preoccupazioni circa la mentalità dell'amministrazione pubblica che tende a ridurre il pubblico a un destinatario passivo di informazioni. I giornalisti mancano anche di formazione e risorse per accedere alle informazioni: secondo un report del 2015 solo il 7% dei giornalisti croati ha chiesto l'accesso ai documenti ufficiali.
Il diritto di ottenere correzioni per tutti coloro i cui diritti o interessi sono stati violati dalle informazioni è sancito dalla legge sui media; la responsabilità è dei capo redattori. In caso di mancata correzione, è possibile avviare dei procedimenti civili.
La divulgazione delle informazioni sulla proprietà dei media è obbligatoria in Croazia. Tuttavia, la proprietà nominale spesso non rivela chi effettivamente esercita il controllo sui media. Nella difficile situazione economica della Croazia, diversi gruppi editoriali dipendono poche grandi banche, spesso straniere. Le informazioni sui dati finanziari essenziali di base non sono ancora disponibili al pubblico.
La legge sui media impedisce la loro concentrazione, stabilendo un tetto del 40% per la proprietà dei quotidiani d'informazione generale o dei settimanali. La proprietà incrociata dei media elettronici nazionali è consentita dalla legge sui media elettronici, se non supera una soglia del 25% a ogni livello territoriale (regione, contea, città). Ai possessori di licenze di trasmissione nazionali viene impedito di possedere giornali con una tiratura giornaliera di oltre 3 000 copie o più del 10% di azioni di un'agenzia di stampa e viceversa. Le licenze radiofoniche e televisive si escludono a vicenda. Ai titolari di licenze nazionali e regionali è vietato detenere più del 30% di share su media analoghi o quotidiani locali nell'area di trasmissione.
I requisiti di licenza per i media sono considerati minimi, poiché si applicano solo ai mezzi di trasmissione che fanno uso di un bene pubblico limitato (frequenze radio). Gli altri media devono solo registrarsi e dichiarare la loro struttura proprietaria.
I media in lingua minoritaria ricevono sussidi attraverso il Fondo per la pluralizzazione dei media (3% della quota di sottoscrizione HRT). Il quotidiano in lingua italiana La Voce del Popolo ha una storia di 70 anni, mentre il settimanale serbo-minoritario Novosti ha una portata che va ben oltre la sua comunità.

### Status e autoregolamentazione dei giornalisti
La reputazione pubblica dei giornalisti della stampa è bassa: un sondaggio del 2008 ha rilevato che il 54% degli intervistati considera i giornalisti influenzati da interessi politici o economici.
Non è richiesta alcuna licenza per lavorare come giornalista in Croazia, e il governo non ha modo di escludere nessuno dall'esercitare la professione giornalistica. Tuttavia, i giornalisti sono in una condizione professionale sempre più grave, a causa della crescente insicurezza del lavoro legata alla degenerazione delle condizioni economiche generali nel paese. Le pressioni sono aumentate, mentre il rispetto per gli standard etici è in declino. I giornalisti "non hanno tempo, denaro, incentivi e, molto spesso, nemmeno lo slancio necessario per produrre buoni articoli", come riassunto da IREX. Il giornalismo investigativo è sempre più raro, mentre la maggior parte del giornalismo tende ad essere "superficiale, sensazionalista, stile tabloid e copia / incolla". Anche le pubblicità e l'infotainment sono in aumento. In mancanza di giornalisti specializzati, gli "esperti" sono spesso consultati, ma tendono ad essere sempre gli stessi e semplicemente a confermare la posizione del giornalista, piuttosto che offrire una varietà di posizioni.
I giornalisti in Croazia hanno stipendi in linea con le altre professioni, anche se spesso non regolari, e circa il 20-20% in meno rispetto al 2007/2008. Il salario medio è di $ 1,200, ma nei media locali può scendere fino alla metà. Lavorare freelance non è sufficiente a guadagnarsi da vivere, e i giovani giornalisti spesso sono costretti ad avere un secondo o terzo lavoro.
L'Associazione dei giornalisti croati (CJA) ha adottato un codice etico. Il Consiglio Etico dell'associazione verifica l'osservanza del Codice e indaga sulle sue violazioni, sebbene possa adottare solo dichiarazioni pubbliche.  Il Codice Etico di CJA è considerato uno dei migliori nel suo genere e spesso utilizzato come punto di riferimento in altri paesi in transizione. Tuttavia, diffamazione e incitamento all'odio, in particolare online, rimangono al di là degli standard accettabili.
L'autonomia dei giornalisti deve essere garantita dai regolamenti dei singoli media, ma dal 2010 solo Jutarnji List ha adottato un'autoregolamentazione al riguardo.

## Ricavi pubblicitari
I ricavi pubblicitari dei media croati sono in linea con gli standard internazionali (circa il 55% del loro reddito), sebbene la loro distribuzione sia orientata verso il mercato televisivo (più del 75% del totale, nonostante il 40% delle medie globali).

### Carta stampata

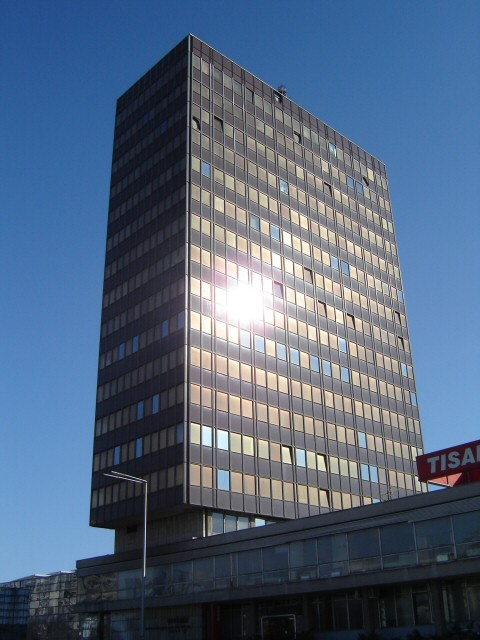
L'edificio Vjesnik a Zagabria

La Croazia ha oltre 800 pubblicazioni stampate, di cui 9 quotidiani nazionali e circa lo stesso numero di settimanali e bisettimanali.
Ci sono diversi quotidiani importanti in Croazia, tra cui Jutarnji list, Večernji list, Slobodna Dalmacija e Novi list.
- Il tabloid 24sata occupa la posizione di leader nel mercato quotidiano, da quando è stato lanciato nel 2005 dall'editore austriaco Styria. 24sata si rivolge al mercato giovanile, con molti racconti e fotografie, venduto anche a un prezzo inferiore rispetto ai concorrenti[11].
- Jutarnji list e la lista di Večernji erano il 16% della quota di mercato ciascuno (2005), prima dell'arrivo di 24 Sata. Nel 2009, avevano un volume stimato di 100 000 copie vendute al giorno.
- Jutarnji list esordì nel 1997, pubblicata da Europapress Holding (EPH), che un anno dopo vendette il 50% a WAZ. L'EPH rimane la principale pubblicazione sul mercato croato, con due quotidiani, i settimanali Globus e Arena e le edizioni croate di Playboy e Cosmopolitan.
- Večernji list, un tempo il principale quotidiano di proprietà statale, è stato acquistato dall'editore austriaco Styria Media Group nel 2000. Ha mantenuto il tradizionale formato A3 ma adattato a un layout più tabloid.
- Slobodna Dalmacija è il quarto giornale nazionale più venduto, grazie al suo forte predominio (oltre il 50% dei lettori) nella regione dalmata.
- Novi list, un altro quotidiano regionale, domina a Fiume e segna un 5% di lettori in generale.
- Vjesnik era il principale quotidiano della Croazia jugoslava per sessant'anni. Come azienda statale, pubblicava tutti i giornali nazionali. Oggi rimane sul mercato, anche se con un pubblico molto limitato (1%, 5 000 copie nel 2009).

Oltre a questi ci sono diversi quotidiani regionali che sono disponibili in tutto il paese anche se presentano principalmente contenuti mirati a livello regionale. Esempi di questi sono Glas Istre, Glas Slavonije, Zadarski list, Dubrovački vjesnik ecc.
Ci sono anche diversi quotidiani specializzati. Sportske novosti e SportPlus offrono copertura sportiva, mentre Business.hr e Poslovni dnevnik coprono argomenti finanziari e di business.
La rivista settimanale più popolare è stata Globus, ma negli ultimi due anni 7Dnevno ha guadagnato più popolarità e ha una diffusione più ampia. L'arcidiocesi di Zagabria pubblica anche Glas Koncila, un settimanale dedicato a presentare una prospettiva cattolica sugli eventi attuali e ampiamente distribuito nelle chiese. Vijenac e Zarez sono le due riviste bi-settimanali più influenti riguardanti l'arte e la cultura. Inoltre, c'è una vasta selezione di edizioni croate di mensili internazionali, come Cosmopolitan, Elle, Grazia, Men's Health, National Geographic, Le Monde diplomatique, Playboy, Reader's Digest e Forbes.
Non sono disponibili numeri affidabili sulla circolazione dei supporti di stampa; la legge lo impone ma non prevede penalità per inazione. I quotidiani giornalieri ricevono un trattamento fiscale preferenziale, con un'IVA molto bassa (5%, rispetto al solito 25%). Ciò ha anche suscitato preoccupazioni di preferenza arbitraria rispetto ad altri media croati (non-quotidiani e non stampati).
Sette anni di recessione economica hanno avuto un forte impatto dai media cartacei croati. Alcune delle edizioni croate di mensili internazionali, come GEO, furono chiuse. Il reddito pubblicitario si è dimezzato, mentre i dati sulla circolazione giornaliera, a 300.000, rappresentano un terzo dei valori della fine degli anni '90. L'industria dei supporti di stampa ha perso il 40% dei posti di lavoro dal 2007 e le cifre relative all'occupazione e alle entrate probabilmente non torneranno prima del 2025. Secondo IREX, ciò indica "un mercato pubblicitario contrattato e una gestione dei media incapace di far fronte".
La stampa in Croazia opera in mercato pubblicitario piccolo, costretta quindi ad inseguire la tendenza verso i tabloid. La pressione commerciale scoraggia il giornalismo investigativo, a favore di modelli a colori pieno di fotografie e pubblicità, e sottopone i media a pressioni da parte degli inserzionisti e dei loro interessi commerciali, con preoccupazione per l'autocensura. La banalizzazione dei contenuti spinge la fiducia nei media ancora più in basso, portando ad un ulteriore calo della circolazione. Una maggiore dipendenza dai principali inserzionisti (catene di vendita al dettaglio, aziende farmaceutiche e operazioni di telefonia mobile) ostacola l'indipendenza editoriale dei media, creando una "piramide della paura": "I giornalisti temono che perderanno il posto di lavoro, i proprietari temono di perdere introiti pubblicitari".
La distribuzione è illimitata. Eppure, il sistema di distribuzione della stampa nazionale è sotto un monopolio quasi completo, in quanto un distributore unico (Tisak) copre il 90% del mercato ed è di proprietà dell'individuo più ricco del paese, che possiede anche la più grande compagnia croata, Agrokor, che è anche il più grande inserzionista e la più grande agenzia pubblicitaria. Anche se questo non ha suscitato preoccupazioni di pressione politica, le pressioni commerciali sono state avvertite, dal momento che il distributore voleva mantenere i profitti costanti durante la crisi economica, quando l'intero settore era in perdita. Ciò ha portato a una situazione in cui "la distribuzione sta soffocando l'industria della stampa".
La concentrazione della proprietà nel mercato è un problema, con Europa Press Holding (43% - dati del 2011) e Styria Verlag (46%) che controllano la maggior parte del mercato.

### Trasmissioni radio
La Croazia è servita da un gran numero di stazioni radio (158 stazioni radio attive: 6 con licenza nazionale e 152 locali e regionali), con otto canali trasmessi a livello nazionale. Quattro di questi sono gestiti da HRT (HR1, HR2, HR3 e Glas Hrvatske), oltre a due canali religiosi (la Radio Cattolica Croata (Hrvatski Katolički Radio , HKR) e Radio Marija) e due stazioni private a scopo di lucro (Otvoreni Radio e Narodni Radio, la seconda musica di trasmissione solo in lingua croata). Antena Zagreb , rilanciata nel 2008 dalla capitale, ha presto raggiunto un vasto pubblico.
Mentre le stazioni radio statali si concentrano su notizie, politica, musica classica e arte, le radio private hanno seguito il modello di massimizzazione del tempo di trasmissione della musica, intervallate da brevi notizie ogni ora. Il 40% delle stazioni radio è considerato di proprietà statale, in particolare locali e municipali che ricevono fondi dai budget locali. I servizi radiofonici sono migliorati dopo la messa in onda delle trasmissioni di notizie di Radio Mreža (Radio Network), una ONG che fornisce servizi di informazione gratuiti per le stazioni radio più piccole.

### Trasmissioni televisive
La televisione rimane la principale fonte di informazioni per i cittadini croati. Praticamente tutte le famiglie hanno un televisore a colori, mentre invece metà della popolazione non legge i giornali o ascolta la radio. La Croazia ha 31 canali TV: 10 nazionali e 21 locali e regionali. La televisione controlla anche la quota più ampia del mercato pubblicitario (77%, ovvero 700 milioni di euro, nel 2009)..

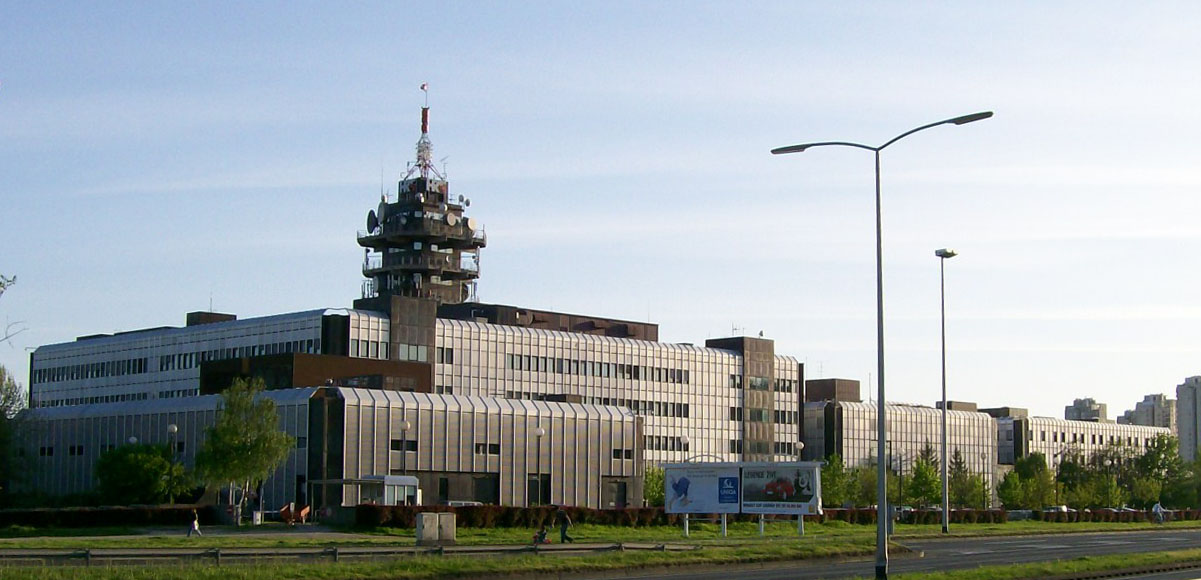
Sede della HRT a Prisavlje in Zagabria

La principale stazione televisiva in Croazia è HTV, la filiale televisiva della Radiotelevisione croata (HRT), che è interamente di proprietà statale e membro della European Broadcasting Union . È richiesto dalla legge per promuovere la lingua croata e fornire programmi che si rivolgono a tutti i gruppi sociali del paese, ed è principalmente finanziato da un canone obbligatorio (riscosso in rate mensili da tutti i cittadini che possiedono un televisore, con un altissimo - 96% - tasso di raccolta), che copre il 50% del suo budget, con entrate aggiuntive provenienti dalla pubblicità(passando dal 40% del suo bilancio nel 2010 a meno del 15% nel 2015). La trasparenza del budget delle risorse umane è ancora carente. HTV attualmente trasmette quattro free-to-air canali disponibili in tutto il paese (HTV1 , HTV2 , HTV3 e HTV4). La nomina dei membri del consiglio di amministrazione dell'ART del servizio pubblico con una semplice maggioranza parlamentare la rende vulnerabile alle influenze e alle pressioni politiche. HRT è stato anche criticato per la partigianeria (inclusa la sospensione arbitraria dei programmi e le decisioni politicizzate del personale), mancanza di flessibilità, mancanza di punti e commissioni di sottoscrizione eccessive (1,5% del salario medio); la sua transizione verso un'emittente di servizio pubblico, tuttavia, è ancora vista in tutta la regione come un modello di successo, garantendo un pubblico rispettabile e stabilità finanziaria.
I canali HTV affondano le loro radici nell'RTV di Zagabria, fondato nel 1956 come divisione regionale dell'emittente nazionale Jugoslavia JRT. Il loro secondo canale fu lanciato nel 1972 e in seguito allo scioglimento della Jugoslavia nel 1990, l'RTV Zagreb fu ribattezzata HTV. Al contrario, i canali sono diventati HTV1 e HTV2, con l'aggiunta di HTV3 nel 1994. Sebbene un piccolo numero di stazioni locali abbia iniziato a funzionare negli anni '80, HTV aveva il monopolio delle trasmissioni nazionali fino al 2000 - fino a quando era sotto stretto controllo politico da parte del governo .
Quell'anno HTV3 è stato chiuso e la sua frequenza è stata presa dalla Nova TV di proprietà privata che aveva vinto la prima gara pubblica per una licenza televisiva decennale a livello nazionale nel 1999.. Nel 2003 era stata indetta una gara d'appalto per il quarto canale nazionale, ed è stata vinta da RTL Televizija, la filiale croata della Bertelsmann posseduta da RTL Group, che è andata in onda nel 2004. Dopo aver partecipato alla gara del 2003, la società di media centrale European media Enterprises ha acquistato Nova TV nel mese di agosto 2004 per € 24 milioni. Nell'aprile 2010 la licenza di Nova TV è stata rinnovata per altri 15 anni.
Inoltre, nel settembre 2010 l'Electronic Media Council ha concesso due nuove licenze di trasmissione quinquennali in una gara d'appalto per canali specializzati trasmessi a livello nazionale, vinto da Nova TV e RTL. I due nuovi canali (Doma TV e RTL2) programmati ad essere lanciati entro Natale 2010, e le licenze da sole costano loro 450.000 HRK (circa 60.000 €) all'anno.
I canali televisivi pubblici e commerciali sono in anni recenti hanno teso ad assomigliarsi: l'approccio più leggero dei canali commerciali (con film, soap opera, giochi e intrattenimento) è stato sempre più affiancato dai canali di proprietà statale, mentre i canali commerciali stessi hanno migliorato i loro programmi di informazione, intaccando il precedente monopolio di HTV. Anche gli inserzionisti si sono spostati sempre più verso canali commerciali.
Oltre ai canali trasmessi a livello nazionale, esiste un numero (circa 20) di emittenti televisive regionali e locali che rilasciano licenze a livello di contea. Sebbene siano tutti di proprietà privata, sono anche parzialmente finanziati dallo stato in quanto l'Electronic Media Act prevede che una percentuale delle quote di diritti HRT raccolte dai cittadini deve essere investita nello sviluppo di media locali attraverso il Fondo per la promozione del pluralismo e Diversificazione dei media elettronici (Fond za poticanje pluralizma i raznovrsnosti elektroničkih medija). Nel 2009, il fondo ha concesso un totale di 31,4 milioni din kune (€ 4,3 milioni) e il 3% dei diritti di licenza raccolti, a 21 canali televisivi locali e 147 stazioni radio. Nel 2010 la più grande sovvenzione individuale tra le stazioni televisive è stata ricevuta da VTV, un canale locale con sede a Varaždin (1,1 milioni di HRK), mentre Radio Istra, una stazione locale che copre l'Istria, è stata la più grande destinatario tra le radio, con 182.000 HRK.
Le stazioni locali con i più grandi spettatori e budget sono generalmente quelle basate in città di grandi e medie dimensioni, come le stazioni OTV e Z1 a Zagabria, STV e TV Jadran a Spalato, ČKTV a Čakovec, RiTV a Fiume, ecc.
La televisione via cavo (CATV) è anche un metodo popolare di programmazione della consegna in Croazia ed è disponibile in diverse grandi città in tutto il paese. Il più grande fornitore di servizi via cavo è B.net, costituito nel 2007, che è disponibile a Osijek, Fiume, Salona, Spalato, Velika Gorica, Zara e Zagabria. Dal 2010 circa 250.000 famiglie sono abbonate ai pacchetti via cavo di B.net. La televisione con protocollo Internet (IPTV) sta guadagnando terreno negli ultimi anni, con la maggior parte dei fornitori di servizi Internet che offrono una vasta gamma di canali molto simili ai pacchetti via cavo. Un pacchetto base via cavo o IPTV in Croazia include tradizionalmente: 
- principali canali croati (HTV1, HTV2, HTV3, HTV4, Nova TV e RTL)
- un mix di importanti reti di paesi confinanti (bosniaco OBN, FTV e Hayat, serbo RTS SAT, sloveno SLO1 e SLO2, italiano Rai 1 e Rai 2, austriaco ORF1 e ORF2)
- una selezione di emittenti televisive locali (OTV, Z1, ČKTV, STV, TV Jadran, ecc.)

La televisione terrestre analogica è stata disattivata in Croazia il 5 ottobre 2010 per le emittenti televisive nazionali, sebbene alcune stazioni locali trasmettano ancora segnali analogici. HRT ha iniziato a trasmettere in programmazione digitale nel 1997 (in DVB-S) e da allora ha completamente cambiato i suoi canali TV (HTV1, HTV2, HTV3 e HTV4) e tre stazioni radio (HR1, HR2 e HR3) in formato digitale. Il formato DVB-T è stato introdotto per la prima volta all'inizio del 2002. I nove canali free-to-air trasmessi a livello nazionale (HTV1, HTV2, HTV3, HTV4, RTL, Nova TV) sono stati trasportati tramite una rete di nove trasmettitori principali costruiti da la società statale Transmitters and Communications Ltd (Odašiljači i vezeo OiV, precedentemente una branca di HRT), completata nel 2007 e che copre circa il 70% del paese. Il processo di switch-off analogico ha avuto luogo gradualmente regione per regione nel 2010, a partire da Istria e Fiume a gennaio e termina con Zagabria il 5 ottobre 2010, quando l'intero paese è stato convertito in formato digitale DVB-T.
Le sovvenzioni ai media di trasmissione locali provengono dal Fondo per il pluralismo dei media elettronici, finanziato dalle commissioni di sottoscrizione 3 e HRT. Il Fondo finanzia "produzioni di pubblico interesse" fino a $ 120.000 per un budget annuale totale compreso tra 6 e 7 milioni di $, con alcuni aspetti della discriminazione positiva verso i media in lingua minoritaria. Ultimamente è diventato un'ancora di salvezza per buona parte dei media di trasmissione locali.

### Cinema
Il cinema croato ha avuto grandi successi durante la Jugoslavia socialista. Dopo aver sopportato le difficoltà negli anni '90, il cinema è tornato negli anni 2000. Il cinema croato ha prodotto da 6 a 9 lungometraggi ogni anno, presentati in festival come il Motovun Film Festival, il Zagreb Film Festival e il Pula Film Festival, così come il festival dei documentari ZagrebDox.
Il Centro audiovisivo croato è stato istituito nel 2008 come agenzia pubblica strategica per il settore audiovisivo, incaricata della formazione professionale e del finanziamento della produzione, distribuzione e promozione di opere audiovisive.

### Internet
Il dominio di primo livello del codice di Internet per la Croazia è .hr ed è amministrato da CARNet (rete accademica e di ricerca croata). I dichiaranti sono classificati in un numero di diversi gruppi con varie regole di registrazione dei domini. Alcune forme verificabili di collegamento con la Croazia - come essere un cittadino croato o un residente permanente o una società registrata nel paese - sono comuni a tutte le categorie ad eccezione del sottodominio .com.hr. I domini di terzo livello (ad esempio .com.hr) possono essere registrati da chiunque nel mondo fintanto che forniscono un contatto locale. A partire dal 2009, metà delle famiglie croate aveva accesso a Internet e il 40% alla banda larga. Nuovi regolamenti prevedono di fornire almeno 1 Mbit/s di banda larga anche nelle aree rurali; i pacchetti internet di livello iniziale rimangono convenienti, a circa $ 40 al mese. 69% della popolazione ha utilizzato internet nel 2014.
A partire da settembre 2011 i siti web .hr più visitati sono la versione croata di Google, seguita dai siti di notizie Net.hr e Index.hr e le edizioni online dei quotidiani stampati Jutarnji list e 24sata A dicembre 2014, la Croazia contava 170 portali web registrati, sebbene molti di essi facciano ricorso a "giornalismo copia/incolla", rispecchiando i contenuti.
Circa il 60% della popolazione è attiva su Facebook e Twitter. I social media si sono dimostrati una piattaforma per l'impegno sociale off-line in Croazia, con le prime "proteste di Facebook" organizzate dagli studenti delle scuole superiori nell'autunno 2008 e altri eventi che hanno portato alla rimozione di politici locali corrotti, ad esempio a Sisak. Due dei principali gruppi politici allettanti per i giovani elettori, gli ambientalisti di ORaH e l'anti-sfratto Živi zid, sono fortemente basati su Internet.
Verso la fine del 2013, la Wikipedia in lingua croata (Wikipedija na hrvatskom jeziku) ha ricevuto l'attenzione dei media internazionali per aver promosso una visione del mondo fascista, di destra, come pure i pregiudizi contro i serbi della Croazia e la propaganda anti-LGBT, attraverso il revisionismo storico e negando o diluendo la gravità dei crimini commessi dal regime ustascia. Nel 2014 la versione linguistica croata di Wikipedia contava più di 150.000 articoli, che ne facevano la quarantesima edizione di Wikipedia per numero di voci.

## Concentrazione della proprietà dei media

### Quadro giuridico
Gli standard internazionali nel campo del pluralismo dei media e della diversità applicati nella politica dei media croati sono quelli sviluppati dal Consiglio d'Europa, che definisce il pluralismo e la diversità in termini di diversità strutturale (proprietà) nel mercato dei media e in termini di pluralismo di idee e diversità culturale.
Dopo il 2000, la Croazia ha introdotto una nuova serie di leggi sui media, comprese le misure per controllare la concentrazione della proprietà monomedia e crossmediale. La legge sui media (2004) limita la concentrazione sui media stampati, mentre la legge sui media elettronici (2003) limita la proprietà dei media.
Limitare la concentrazione della proprietà dei media è stato uno dei principali obiettivi della nuova legislazione sui media adottata nel 2003. Inoltre, in Croazia la questione della concentrazione è disciplinata dalla legge sulla tutela della concorrenza, una legge generale che nell'articolo 18 vieta qualsiasi tipo di concentrazione che può mettere in pericolo la concorrenza del mercato.
Una disposizione specifica nel Media Act limita la concentrazione della proprietà solo nei confronti dei punti di vendita della stampa: è limitata ai media che hanno una quota di mercato superiore al 40% in termini di copie vendute totali.
Le licenze nazionali e regionali impediscono alle licenze di avere più del 30% di share su media simili o su quotidiani locali nella zona di trasmissione.
La legge sui media elettronici, approvata nel 2003 e modificata nel 2007, nel 2008 e nel 2009, per completare il recepimento della direttiva audiovisiva dell'UE consente la titolarità incrociata dei media elettronici nazionali, se la proprietà non supera il 25 per cento. La licenza di trasmissione nazionale esclude la proprietà su tutti i quotidiani con diffusione superiore a 3.000 o con una proprietà superiore al 10% in qualsiasi agenzia di stampa e viceversa. Impedisce inoltre alle agenzie pubblicitarie di detenere più del 10% delle azioni delle agenzie pubblicitarie per avere quote condivise nei canali televisivi o radiofonici. La legge definisce anche il significato di "parti collegate / affiliate", vale a dire individui collegati attraverso la famiglia, il matrimonio, i parenti, gli azionisti, etc. Che vengono presi in considerazione quando si determina la concentrazione dei media.
Le modifiche alla legge sui media elettronici del 2009 hanno esteso le misure anticoncentrazione anche a Internet e ad altri distributori / fornitori, nonché a servizi non lineari, come la TV on-demand.
L'Agenzia per la protezione della concorrenza sul mercato monitora e rivede tutte le concentrazioni pianificate nel settore dei media, indipendentemente dal fatturato totale delle società. Anche il Consiglio per i media elettronici deve essere informato di ogni cambiamento nella struttura della proprietà. Se l'Agenzia trova un caso di concentrazione impropria, l'emittente avrà un periodo di tempo per portare la struttura entro i limiti legali. In caso di non conformità, il Consiglio dei media elettronici può revocare la concessione.

### Concentrazione dei media in pratica
La concentrazione del potere detenuto da alcuni principali attori commerciali è uno dei problemi principali che riguardano la proprietà dei media in Croazia. Secondo il Media Pluralism Monitor (MPM) 2015, la concentrazione della proprietà dei media in Croazia raggiunge un livello medio di rischio (49%). La relazione del MPM rileva inoltre che le garanzie legali che impediscono la concentrazione della proprietà dei media sono ben monitorate e attuate nel settore audiovisivo e radiofonico, ma non sono altrettanto efficaci per quanto riguarda la concentrazione nel settore della stampa. La concentrazione può anche essere prevenuta attraverso le regole sul controllo delle concentrazioni, ma l'Agenzia per la tutela della concorrenza sul mercato non esegue regolarmente un monitoraggio attivo. Anche se ha iniziato a condurre indagini auto-avviate in caso di concentrazione sospetta della proprietà, di solito continua principalmente a risponde ai casi in cui le aziende sollevano la questione.
I dati sul mercato dei media e sulle azioni della Croazia mostrano anche che ci sono alcuni problemi con la concentrazione della proprietà dei media. Ad esempio, l'analisi delle quote di mercato mostra che i principali settori di mercato (audiovisivi, radio, fornitori di contenuti digitali) sono altamente concentrati, il che significa che le prime quattro società di media hanno più del 50% del mercato.
Per quanto riguarda la concentrazione della proprietà crossmediale, secondo l'MPM 2015, gli indicatori mostrano un basso livello di rischio. Secondo il Monitor, le autorità incaricate di monitorare il rispetto delle regole non usano i loro poteri per impedire la concentrazione in tutti i casi rilevanti.
La concentrazione dei media in Croazia si verifica in modi semi-legali, nelle aree grigie che non sono adeguatamente regolamentate, in genere in settori non correlati ai media. Inoltre, vengono praticate nuove modalità di concentrazione al fine di ridurre i costi e aumentare il potere, come nel caso delle reti radio.
I grandi media sono largamente di proprietà di proprietari stranieri: si tratta, ad esempio, del mercato televisivo (RTL, Nova), della stampa (WAS , Styria Media Group) e in parte del mercato Internet (Deutsche Telecom). Il mercato radio è, al contrario, principalmente nelle mani di proprietari croati. Stampa e la pubblicità, che mantiene vivi tutti i media commerciali, sono principalmente controllate da Tisak, la più grande catena di edicole del paese controllato dall'azienda attivo nel settore agro-alimentare Agrokor.

## Organizzazioni di media

### Agenzie di stampa
Lo stato croato possiede ancora la principale agenzia di stampa, HINA (Hrvatska Izvještajna Novinska Agencija), fondata nel 1991 e che fornisce quotidianamente 300 notizie a tutti i media del paese. Diverse agenzie di stampa internazionali operano in Croazia, tra cui Associated Press (AP), Agence France Press (AFP) e Reuters, ma rimangono proibitive per i servizi locali.
Altre agenzie sono IKA (Agenzia Cattolica Informativa, di proprietà della Conferenza Episcopale Croata) e STINA, un'agenzia privata regionale specializzata in rapporti sulle diversità e minoranze.
La legge richiede che tutte le compagnie commerciali private producano la propria programmazione di notizie. Ciò ha portato alla diffusione di notizie di intrattenimento, che hanno raggiunto pubblici più ampi. Le radio locali e le TV, tuttavia, che non hanno trovato il potenziale commerciale delle notizie, si sono lamentate di questo vincolo. Radijska Mreža, un'agenzia radiotelevisiva indipendente, trasmette notizie quotidianamente e gratuitamente per le stazioni radio regionali.

### Sindacati

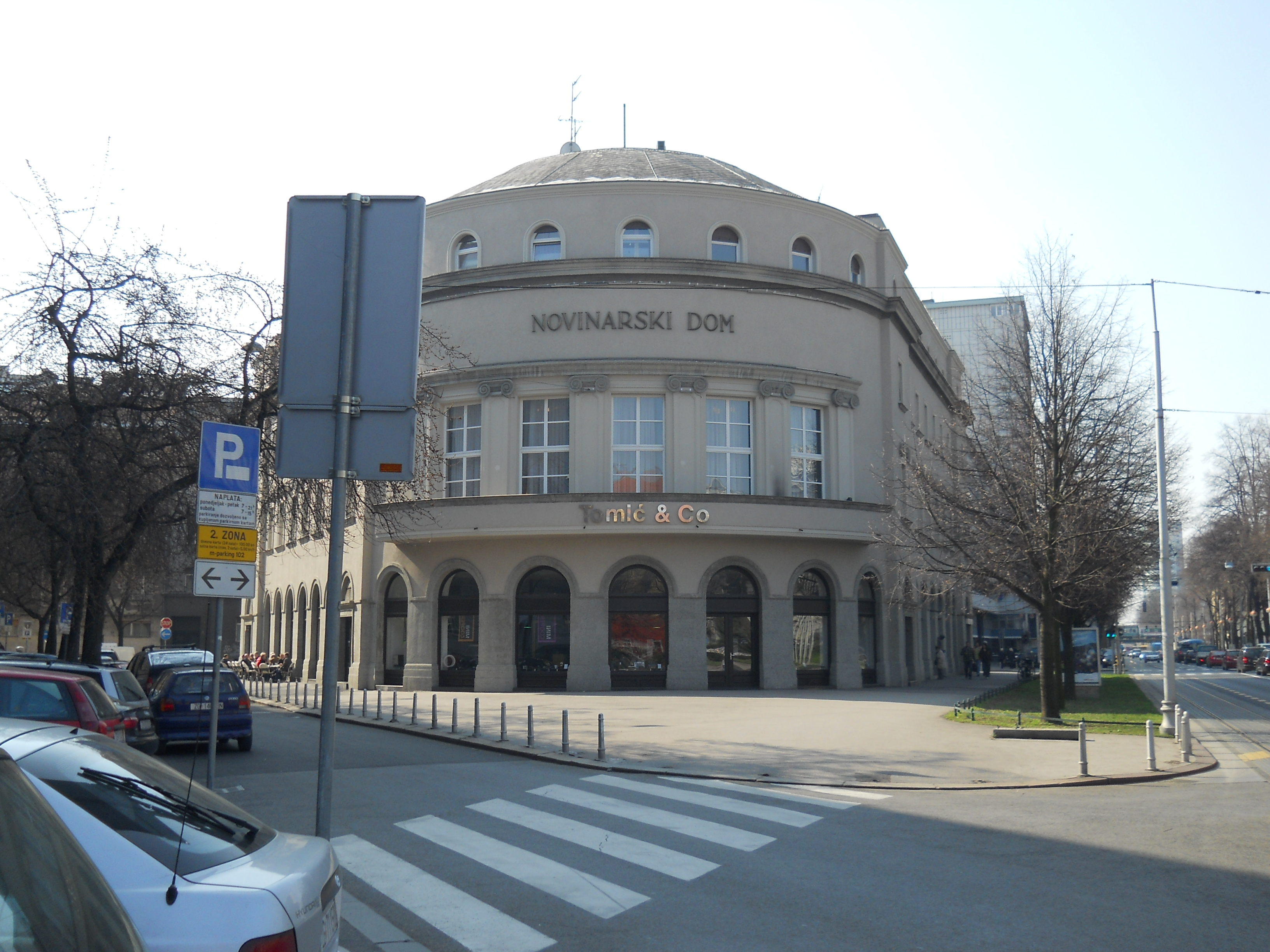
L'edificio a Zagabria, dove si trova l'HND, chiamata Novinarski dom (Casa dei giornalisti)

La Hrvatsko novinarsko društvo (HND), o Associazione dei giornalisti croati (CJA), associa gran parte dei giornalisti croati (oltre 3.000, di cui il 60% a Zagabria). Fondata nel 1910, come una delle più antiche associazioni di categoria in Croazia, aderì nel 1992 alla Federazione internazionale dei giornalisti. L'HND collabora con il sindacato dei giornalisti croati per proteggere i diritti sociali e lavorativi dei giornalisti. Nei primi anni '90 è stato fondamentale per promuovere il processo di democratizzazione e il rispetto dei diritti umani nel paese. Tuttavia, la sua adesione è in declino, poiché l'industria dei supporti di stampa ha perso il 40% dei posti di lavoro durante la crisi, mentre vecchi e nuovi giornalisti sono stati reclutati in base a contratti part-time o freelance, quindi non rispettando i requisiti per l'adesione a HND.
Nel 2015 è stata costituita Hrvatski novinari i publicisti (HNiP). L'associazione ha un numero basso di aderenti e ha guadagnato attenzione per i suoi sentimenti di destra. Uno dei suoi più famosi provvedimenti è il sostegno dell'ex ministro della cultura croato Zlatko Hasanbegović, dopo che Hasanbegović è stato criticato dal Centro Simon Wiesenthal per i suoi commenti sulla storia della Croazia durante la seconda guerra mondiale.
La Hrvatska udruga radija i novina (HURIN), o Associazione croata di stazioni radio e giornali, raccoglie 140 stazioni radio e 30 giornali regionali. I 16 maggiori editori sono membri dell'Udruga novinskih izdavača (Associazione dei giornali editori), a sua volta parte dell'Associazione dei datori di lavoro croati. Insieme a HURIN copre circa l'80% dei dipendenti nei media croati.
Le ONG che lavorano per standard professionali di media migliori includono le organizzazioni non governative Gong e BaBe.
Anche gli editori sono organizzati in associazioni, come l'Associazione degli editori, l'Associazione nazionale delle emittenti televisive, l'Associazione croata di radio e giornali, e le associazioni di emittenti televisive commerciali e di portali web.

### Autorità regolatorie
Il parlamento croato ha un comitato per l'informazione, le TIC e i media, in cui vengono discusse le questioni relative ai media. Il Comitato partecipa alla stesura delle leggi sulla stampa e sui media elettronici.
L'Agenzia nazionale per le telecomunicazioni della Croazia ha incluso un Consiglio degli utenti delle telecomunicazioni, per mediare le controversie stragiudiziali tra gli utenti e i fornitori di servizi di telecomunicazione. Il Consiglio degli utenti funge anche da organo consultivo per la tutela dei diritti dei consumatori . Nel 2009 l'Agenzia sciolse il Consiglio degli utenti e assunse direttamente i suoi compiti.
Il principale organismo di regolamentazione per la radiodiffusione è l'agenzia elettronica dei media del governo attraverso il suo Consiglio dei media elettronici (Vijeće za elektroničke medije o VEM), incaricato di rivedere e rilasciare tutte le licenze di trasmissione televisiva e radiofonica e di garantire che la programmazione sia in linea quadro stabilito nella legge sui media elettronici del Parlamento croato. Questo lo rende l'equivalente locale di agenzie di regolamentazione simili come la Federal Communications Commission degli Stati Uniti. Il Council for Electronic Media rilascia le licenze di trasmissione, secondo la legge sui media elettronici; qualsiasi cambiamento nella struttura della proprietà deve essere segnalato dagli editori al Consiglio, nonché all'Agenzia per la tutela della concorrenza di mercato. Il Consiglio può emettere avvertenze, presentare le spese, formulare raccomandazioni e sostenere l'autoregolamentazione. L'assegnazione delle frequenze da parte dell'Agenzia è stata trasparente per qualche tempo; le sue principali sfide riguardano ancora l'indipendenza dei suoi membri dall'arena politica (in particolare in termini di nomina) e la mancanza di esperienza dei suoi contenuti, portandola a sottovalutare la necessità di radio web alternative.

## Censura e libertà dei media
La Costituzione della Repubblica di Croazia vieta la censura.
Nella sua storia recente, la Croazia ha vissuto la maggior parte dei problemi comuni negli stati post-socialisti, tra cui l'autocensura, le minacce contro i giornalisti, la pressione degli inserzionisti e degli attori politici, etc.
Una pratica comune per esercitare pressioni sui giornalisti in Croazia è di imporre trasferimenti e lanciare avvertimenti pubblici a editori e giornalisti per motivi politici. Diversi giornalisti illustri hanno dovuto spostarsi da un punto di vendita dei media a un altro a causa di queste pressioni, mentre la disoccupazione tra i giornalisti è in aumento. Molti di questi casi si sono verificati in alcuni dei più influenti organi di stampa croati, come la Televisione pubblica croata (HRT) e l'EPH / WAZ. I giornalisti che si sono trasferiti in sedi meno importanti hanno dovuto affrontare meno restrizioni con meno pressione e censura. Inoltre, molti giornalisti hanno lasciato la loro professione, optando per non lavorare nel campo dei media a causa di crescenti pressioni e restrizioni.
Secondo l'organizzazione Index on Censorship, dal 2013 le minacce e gli attacchi contro i giornalisti sono stati meno gravi. L'Associazione croata dei giornalisti e l'Organizzazione per la cooperazione di sicurezza in Europa (OSCE) hanno chiesto di porre fine all'impunità per i crimini commessi contro i giornalisti poiché hanno portato all'autocensura, una delle principali minacce alla libertà dei media. Uno dei principali fattori che portano all'autocensura in Croazia sono le leggi sulla diffamazione.
La Croazia si è classificata al 42º posto nel Rapporto 2023 sulla libertà di stampa stilato da Reporters sans frontières, guadagnando 6 posizioni rispetto all'indice 2022. Freedom House classifica la Croazia come "parzialmente libera", 80° su 199 paesi, dopo l'Ungheria e il Montenegro e prima della Bosnia-Erzegovina e della Repubblica di Macedonia.
Anche se ormai "un valore veramente interiorizzato", la libertà di parola in Croazia soffre di una certa stanchezza in tempi di profonda crisi economica, dopo molti anni consecutivi di recessione. Nuove misure legislative, come la norma del 2013 sulla "denigrazione", sembrano andare nella direzione sbagliata. Paradossalmente, le pressioni internazionali si sono allentate dopo l'adesione della Croazia all'Unione europea e la libertà dei media nel paese è oggi considerata in una condizione peggiore rispetto al 2013.
La Federazione europea dei giornalisti, in collaborazione con le associazioni croate di HND e SNH, ha istituito nel luglio 2015 il Centro croato per la protezione della libertà di espressione per fornire protezione legale ai giornalisti.

### Attacchi e minacce ai giornalisti
I crimini contro i giornalisti sono diminuiti negli ultimi anni. Sebbene nessun giornalista croato abbia perso la vita ultimamente, le minacce contro i giornalisti persistono. Tuttavia, i tribunali hanno iniziato a prendere più sul serio anche le minacce verbali. Il 2015 ha segnato un deterioramento della situazione, con 14 casi segnalati solo tra maggio e agosto, rispetto ai 24 casi di maggio 2014 / maggio 2015.
Nel 2011 l'Associazione dei Giornalisti Investigativi Croati (ACIJ) ha pubblicato un Libro Bianco con 70 storie di censura e intimidazioni contro i giornalisti dall'inizio degli anni '90. L'impunità rimane un grosso problema, a causa della mancanza di follow-up per le segnalazioni della polizia, accusatori accusatori di accuse minori (per esempio disturbo alla pace piuttosto che aggressione) e mancanza di indagini. I giornalisti che lavorano su crimini di guerra, criminalità organizzata e corruzione sono particolarmente a rischio.
- Nel 2008 due giornalisti, Ivo Pukanić e Niko Franjić sono stati uccisi in un attentato con un'autobomba. Lo stesso anno, Dušan Miljuš fu oggetto di un tentato omicidio[48][49].
- Nel marzo 2014 l'effigie del giornalista Vinko Vuković è stata bruciata al carnevale di Omiš dopo che aveva denunciato la corruzione nella città. Un evento simile accadde un anno dopo a Proložac, prendendo di mira Ante Tomić, giornalista di Slobodna Dalmacija. Tomic era già stato attaccato per i suoi lavori[50].
- Nel giugno 2014, il giornalista Drago Pilsel ha ricevuto una minaccia di morte dopo aver riferito di Dario Kordić, un criminale di guerra che era stato recentemente rilasciato dal carcere.
- Nell'agosto 2014, il giornalista e attivista Domagoj Margetić è stato aggredito e picchiato da un gruppo di persone vicino a casa sua a Zagabria[51]. Il caso è stato caratterizzato dal fatto che il pubblico ministero ha tentato l'omicidio.
- Nell'ottobre 2014 uno spacciatore di droga a Fiume è stato condannato a otto mesi di carcere per una minaccia di morte nei confronti di un giornalista locale[10].
- Lo stesso mese, il giornalista investigativo di Karlovac Željko Peratović (vincitore del premio dell'Associazione giornalistica croata 2014 per il giornalismo investigativo) è stato aggredito fisicamente a casa sua e ricoverato in ospedale con ferite alla testa. Tre sospetti sono indagati. Il rappresentante dell'OSCE Media Freedom ha condannato gli eventi[52][53][54][55]. Peratović era stato citato in giudizio dal ministero dell'Interno nel 2010-2011 per i suoi rapporti sulle indagini sui crimini di guerra[56][57][58].
- Nel luglio 2015, il grafico di Hrvatski Tjednik è stato aggredito fisicamente da due uomini che hanno cercato di soffocarlo con un filo metallico e lo hanno minacciato con una pistola alla testa all'interno dei locali dei giornali a Zara. L'assalto ha portato alla distruzione dei locali dei giornali. Il capo di HND Leković ha criticato l'evento come un attacco alla libertà di espressione[59][60][61][62]. Il giornalista H-Alter Hrvoje Simicevic è stato aggredito
- Le minacce di morte sono state affrontate nel 2015, tra l'altro non rese pubbliche, a Katarina Marić Banje, giornalista di Slobodna Dalmacija, Drago Pilsel, redattore capo del sito web di Autograf, Domagoj Mikić, giornalista di Nova TV e Sasa Leković[63], presidente dell'Associazione dei giornalisti croati. Tutti i casi sono rimasti irrisolti[64].

### Interferenze economiche e politiche
In Croazia sono stati riportati casi di pressioni politiche, censura e auto-censura. Pressioni politiche e commerciali e la mancanza di sicurezza del lavoro ostacolano ancora l'indipendenza editoriale dei media croati e favoriscono l'autocensura tra i giornalisti. La nomina dei membri del consiglio di amministrazione dell'ART del servizio pubblico con una semplice maggioranza parlamentare la rende vulnerabile alle influenze e alle pressioni politiche.
- Nel maggio 2014, il portale Index.hr è stato esaminato dalle autorità dopo che aveva analizzato in modo critico le questioni finanziarie della Croazia, in una mossa considerata punitiva. Un giornalista di Index.hr ha anche avuto problemi nel ricevere informazioni dal sindaco di Spalato nel maggio 2014 dopo aver pubblicato articoli critici sull'amministrazione cittadina.[senza fonte]
- Nell'ottobre 2015, il presidente della Federcalcio croata (HNS), Davor Šuker, ha bandito i rappresentanti di Index.hr da una conferenza stampa a Zagabria, confiscando uno dei loro telefoni cellulari. Index.hr era già stato bandito dagli eventi sportivi e stampa della HNS, dal momento che la Federazione non era soddisfatta dei resoconti dei media sulla nomina di Ante Čačić come allenatore. L'HND ha condannato il comportamento e ha ribadito la richiesta di revocare il divieto ai professionisti di Index.hr[65].
- Nell'ottobre 2015, due editoriali di Damir Pilić, editorialista di lunga data di Slobodna Dalmacija , sono stati licenziati dal comitato di redazione, forse a causa dell'incoerenza con la linea editoriale del giornale, sempre più inclinata verso destra nel contesto dell'imminente elezioni generali. Le opinioni riguardavano la politica interna del partito HDZ e l'influenza dell'Europa sulle dispute USA / Russia[66].

La proprietà dei media in Croazia porta ancora diversi problemi. I magnati usano la politica editoriale come un braccio lungo dei propri interessi economici, mentre i giornalisti cercano di anticipare i loro desideri, ricorrendo così all'autocensura e al giornalismo fazioso.
- Alla fine del 2014 un importante editore cambiò proprietà, essendo stato acquisito da un facoltoso avvocato. Il quotidiano, leader del settore dei media, un paio di giorni fa ha pubblicato un'intervista elogiativa al sindaco di Zagabria Milan Bandić, omettendo di essere stato appena scarcerato con una cauzione di 4 milioni di dollari, pagato privatamente dal suo avvocato, il nuovo proprietario dell'editore[7].

La Chiesa cattolica, i veterani di guerra e i maggiori inserzionisti sono considerati "temi sensibili" nel giornalismo croato. La politica internazionale ottiene una copertura limitata - e soprattutto reattiva - mentre le questioni sociali (disoccupazione, spopolamento, mancanza di fondi UE) non ricevono abbastanza copertura.
- Nel gennaio 2016, un giornalista della rivista Novosti è stato sanzionato dall'Associazione dei giornalisti croati per una versione satirica dell'inno nazionale, pubblicata un paio di giorni dopo il Veterans' Day[67].

I media locali che sono in parte di proprietà delle amministrazioni locali ricevono benefici in natura, come gli spazi ufficio gratuiti. A loro volta, tendono a non essere critici nei confronti delle autorità locali. I media locali beneficiano anche di una norma che impone ai governi locali di investire almeno il 15% dei loro budget pubblicitari nei media commerciali locali.
- Nell'ottobre 2015 i giornalisti hanno protestato contro l'ostruzione del loro lavoro da parte delle forze di polizia nel contesto della crisi dei rifugiati. La polizia di frontiera croata aveva impedito a un certo numero di giornalisti, compresi quelli di Al Jazeera, Reuters e Associated Press, di riferire sull'area di confine. Alcune apparecchiature sono state inizialmente confiscate[68]. Due giornalisti di AFP e Reuters hanno accusato la polizia di attaccarli fisicamente; le autorità hanno affermato di essere entrate illegalmente nel paese[69].

### Cause legali sulla diffamazione civile
Secondo l'Associazione dei giornalisti croati (HND), ad aprile 2014 c'erano oltre 40 cause pendenti contro giornalisti per diffamazione e insulto.
- La televisione privata RTL è stata citata in giudizio dal sindaco di Zagabria Milan Bandić dopo aver trasmesso un'intervista nel 2013 in cui il primo ministro Zoran Milanović ha accusato Bandić di corruzione. Nel settembre 2014 il tribunale civile municipale di Zagabria ha dichiarato colpevole la RTL e le ha ordinato di pagare 50.000 kune (circa $ 8.400) a Bandić.
- Slavica Lukić è stata la prima giornalista croata ad essere condannata per denigrazione dopo che la nuova disposizione è stata inserita nel Codice penale nel 2013. Aveva riferito che la società medica Medikol aveva problemi economici, nonostante i sussidi statali. È stata multata di 26.000 kune ($ 4.700).

### Campagne di screditamento
- Nel marzo 2014, funzionari governativi hanno tentato pubblicamente di screditare la giornalista Danka Derifaj dopo che questa ha riferito di patrocinio e nepotismo nell'amministrazione locale di Jastrebarsko.

### Libertà su internet
- A Đakovo nel luglio 2014, un cittadino è stato arrestato e multato per aver offeso agenti di polizia su Facebook. Il rappresentante per la libertà di stampa dell'OSCE ha stigmatizzato l'evento, chiedendo una revisione legislativa per depenalizzare l'insulto e la diffamazione, definendolo "inaccettabile arrestare, multare o imprigionare le persone per le loro opinioni, indipendentemente da come, quando e dove sono espresse"[70].